# Saccharina
Saccharina ist eine Gattung der Braunalgen, die zu der Ordnung der Laminariales gezählt wird. Die Makroalgen bilden in küstennahen Regionen große Unterwasserwälder. Diese Kelpwälder haben nicht nur eine wichtige Funktion als Ökosystem, sie dienen noch dazu als Speicher von Kohlenstoff.
Einige Arten aus dieser Gattung, wie der Zuckertang (Saccharina latissima) oder der Japanische Blatttang (Saccharina japonica), werden nicht nur von zahlreichen Meeresbewohnern, sondern auch von Menschen als Nahrungsmittel genutzt.

## Verbreitung
Einzelne Spezies der Gattung Saccharina sind weltweit in den Küstengebieten anzutreffen, wo sie Unterwasserwälder bilden. Der Mensch kultiviert darüber hinaus einige Arten gezielt in Aquakulturen.

## Nutzung
Zu den kommerziell als Lebensmittel genutzten Algenarten zählen insbesondere verschiedene Zuckertange, wie die vor Kalifornien gewonnene Saccharina sessilis und der Japanische Blatttang, der als Ausgangsstoff von echtem Kombu reich an Jod, Calcium, Eisen und Provitamin A ist.

## Systematik

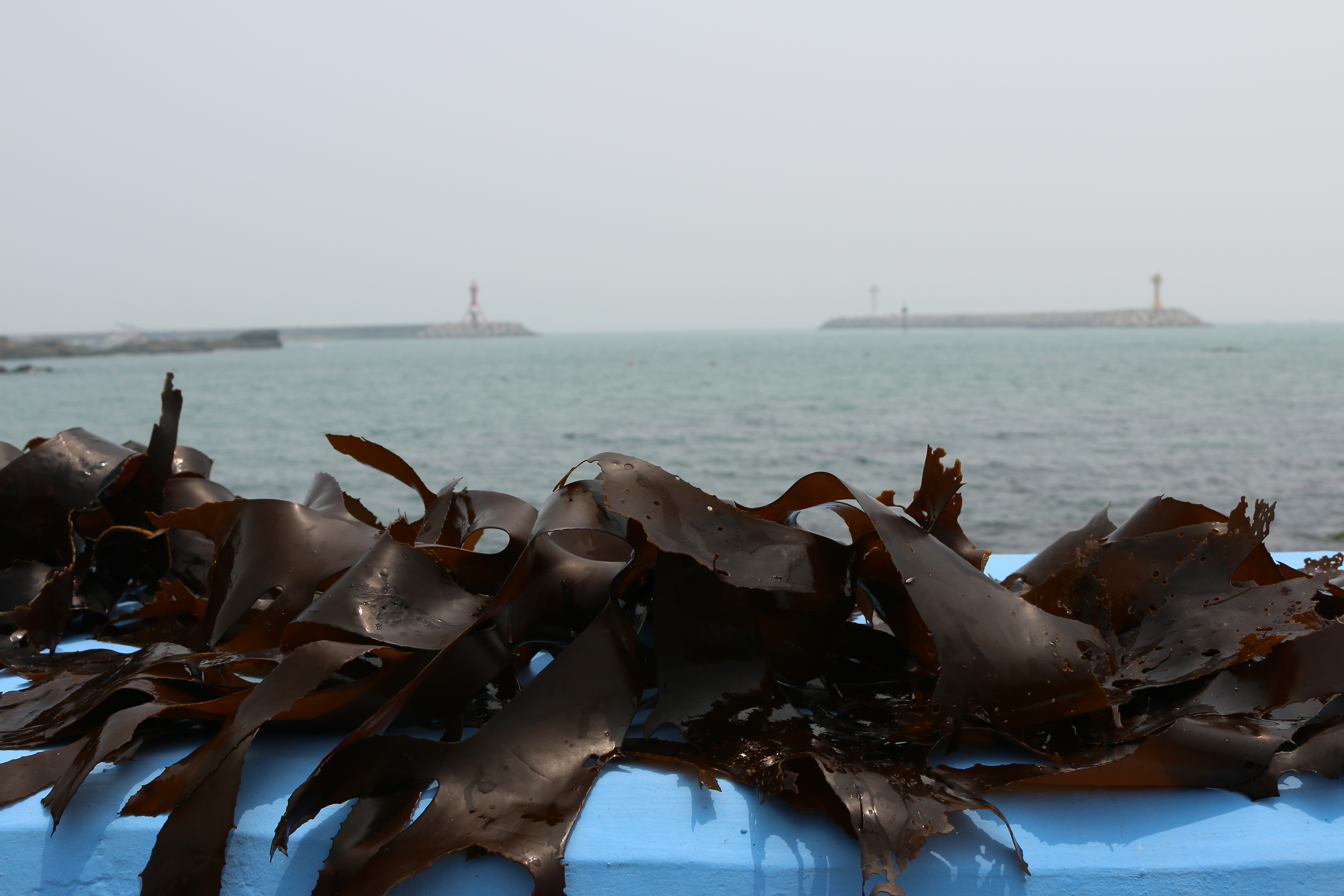
Japanischer Blatttang Saccharina japonica

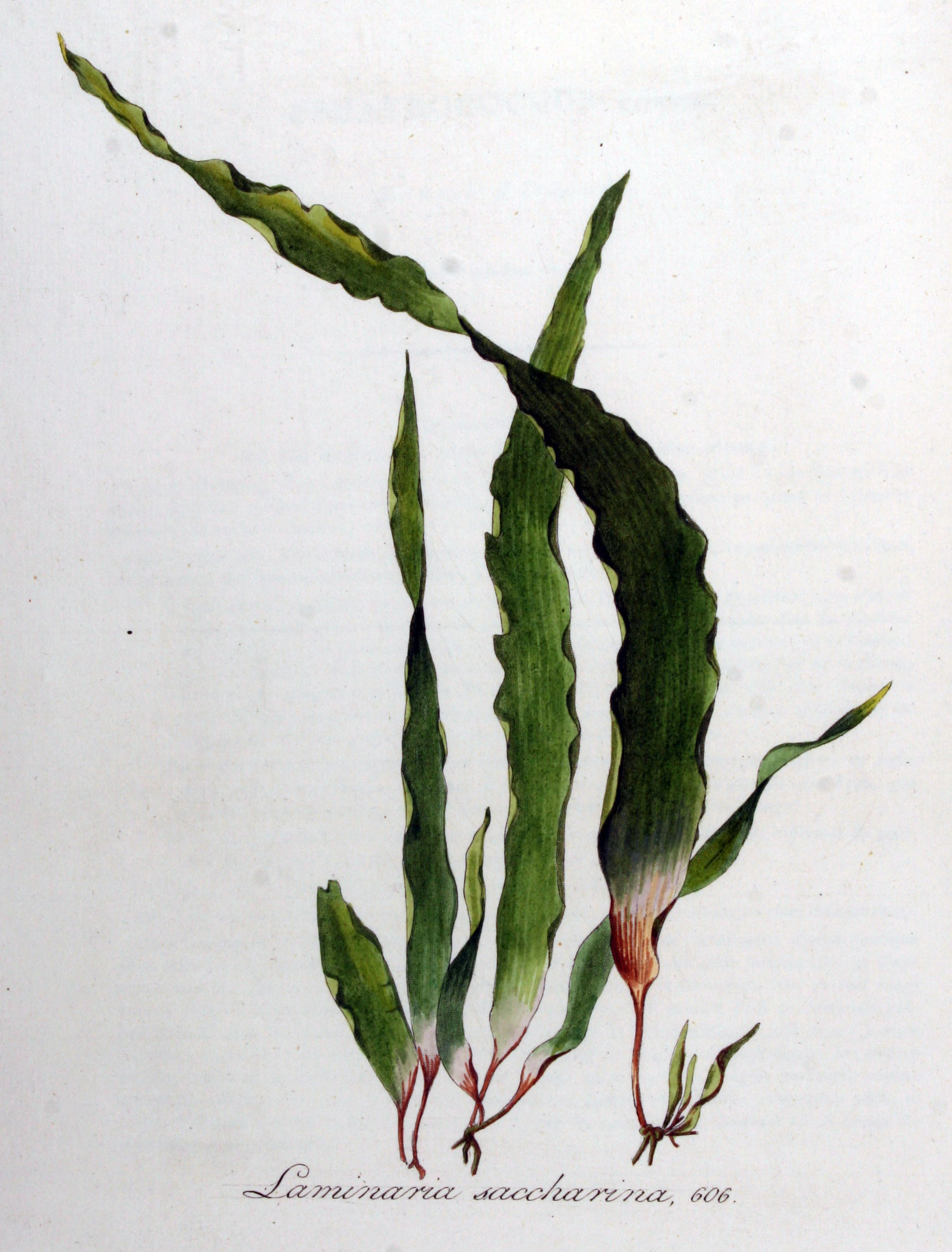
Jan Kops Darstellung von Laminaria saccharina, 1844

Die Gattung Saccharina wurde ursprünglich von dem englischen Botaniker John Stackhouse 1809 in seinem Werk Tentamen marino-cryptogamicum, ordinem novum, in genera et species distributum, in Classe XXIVta Linnaei sistens, veröffentlicht in den Mémoires de la Société impériale des naturalistes de Moscou, aufgestellt. Typusart war Saccharina plana Stackhouse 1809, nun ein Synonym von Saccharina latissima (ursprünglich beschrieben als Ulva latissima L.). Der Name war aber lange Zeit außer Gebrauch und wurde bis 2006 nicht mehr verwendet. 2006 fanden Christopher E. Lane und Kollegen nach bereits länger bestehenden Hinweisen heraus, dass die wie im damaligen Gebrauch nach morphologischen Merkmalen definierte und abgegrenzte Gattung Laminaria polyphyletisch war. Sie richteten daher für eine Artengruppe um Laminaria saccharina (ihre „Klade 2“) Stackhouses alte Gattung Saccharina wieder neu ein. Außerdem synonymisierten sie die früheren Gattungen Hedophyllum und Kjellmaniella mit Saccharina. In vor 2006 erschienenen Werken sind daher die Arten der Gattung unter anderen Namen zu finden, die heute als Synonyme gelten.
Die pazifischen (nicht aber die atlantischen) Vertreter der Gattung Saccharina können von Laminaria an einem morphologischen Merkmal, den verzweigten Rhizoiden, unterschieden werden.
Das World Register of Marine Species unterteilt die Gattung in 17 eigenständige Arten (Stand 2023), nachdem zwischenzeitlich mehr als 20 Arten unterschieden wurden, die mittlerweile jedoch zum Teil anderen Gattungen zugewiesen werden:
- Saccharina angustata (Kjellman) C.E. Lane, C. Mayes, Druehl & G.W. Saunders 2006
- Saccharina angustissima (Collins) Augyte, Yarish & Neefus 2018
- Saccharina cichorioides (Miyabe) C.E. Lane, C. Mayes, Druehl & G.W. Saunders 2006
- Saccharina complanata (Setchell & N.L.Gardner) Gabrielson, Lindstrom & O’Kelly 2012
- Saccharina crassifolia (Postels & Ruprecht) Kuntze 1891
- Saccharina gurjanovae (A.D. Zinova) Selivanova, Zhigadlova & G.I. Hansen 2007
- Saccharina gyrata (Kjellman) C.E. Lane, C. Mayes, Druehl & G.W. Saunders 2006
- Japanischer Blatttang: Saccharina japonica (J.E. Areschoug) C.E. Lane, C. Mayes, Druehl & G.W. Saunders 2006
- Saccharina kurilensis C.E. Lane, C. Mayes, Druehl & G.W. Saunders 2006
- Saccharina lanciformis (Petrov) N.G.Klockova & Beliyi 2009
- Zuckertang: Saccharina latissima (Linnaeus) C.E. Lane, C. Mayes, Druehl & G.W. Saunders 2006
- Saccharina longicruris (Bachelot de la Pylaie) Kuntze 1891
- Saccharina longissima (Miyabe) C.E. Lane, C. Mayes, Druehl & G.W. Saunders 2006
- Saccharina nigripes (J.Agardh) Lontin & G.W.Saunders 2015
- Saccharina sachalinensis (Miyabe) N.Yotsukura & L.D.Druehl 2009
- Saccharina subsessilis (Areschoug) Starko & S.C.Lindstrom 2018
- Saccharina yendoana (Miyabe) C.E. Lane, C. Mayes, Druehl & G.W. Saunders 2006